# Onthophagus infernalis
Onthophagus infernalis là một loài bọ cánh cứng trong họ Bọ hung (Scarabaeidae).